# Synagoge (Emmen)
De synagoge van Emmen aan de Julianastraat 27 aldaar werd in 1878 gebouwd en in latere jaren uitgebreid.

## Geschiedenis
In de 19e eeuw behoorden de joden in Emmen tot de joodse gemeente van Coevorden. In de tweede helft van de 19e eeuw breidde het aantal joden zich sterk uit. In 1876 werd Emmen als een zelfstandige joodse gemeente erkend. In 1878 kon de nieuwe synagoge (of sjoel) in gebruik genomen worden. In 1909 werd de synagoge verbouwd en werd er een vierde travee aan de straatzijde van het gebouw toegevoegd, waarin een balkon is aangebracht. De joodse gemeente van Emmen had van 1885 tot 1915 een eigen begraafplaats aan het Oranjekanaal. In 1915 werd achter de synagoge een nieuwe begraafplaats aangelegd.
Vlak voor de Tweede Wereldoorlog woonden er ruim 180 joden in Emmen. De meesten van hen werden vermoord in de vernietigingskampen. In 1951 waren er nog zo'n dertigtal joden overgebleven. Tijdens de bezetting  diende de synagoge als opslagplaats voor joodse bezittingen. Het gebouw is zonder schade door de bezettingsjaren heen gekomen. In de synagoge bevinden zich een ark met de thorarollen. Er is in het midden een verhoging (de biema) met lezenaar. Op het balkon bevindt zich een aparte vrouwengalerij.
In 1974 werd de synagoge verkocht aan de gemeente Emmen. In 1975 en in 1994 werd het gebouw gerestaureerd. In mei 2000 werd een monument ter nagedachtenis van de joodse slachtoffers van de oorlog in de buurt van de synagoge onthuld.
Het gebouw wordt incidenteel nog voor diensten gebruikt, maar staat verder leeg. In 2010 werd de Stichting Emmer Sjoel Sjemmesj opgericht om culturele activiteiten te exploiteren. De naam Sjemmesj staat voor Stichting Emmer Sjoel. Voorzitter van het bestuur is Margot Maynard.